# ПЭУ1形電気機関車
ПЭУ1形電気機関車（ロシア語: ПЭУ1）は、ソヴィエト社会主義共和国連邦（ソ連）のドニェプロペトロフスク電気機関車工場が1970年から1984年にかけて製造した750mm軌間線用の産業用電気機関車である。形式名の「ПЭУ1」は、「Промышленный Электровоз Узкоколейный тип 1」の頭文字をとったものであり、「産業用電気機関車1形」を意味する。
本形式はタジク・ソヴィエト社会主義共和国のプロレタルスク（現：メフラバド）とキルギス・ソヴィエト社会主義共和国のスリュクタを結ぶスリュクタ狭軌鉄道と、カザフ・ソヴィエト社会主義共和国のテケリにあるテケリ狭軌鉄道（いずれも電化路線）向けに投入され、その他の狭軌鉄道向けには投入されなかった。
スリュクタ狭軌鉄道所属の車両は起点であるプロレタルスクの車両基地で整備を受けていた。
本形式は1970年から1984年にかけて24両が製造された。
本形式は総括制御に対応しており、重連運転の際も1か所の運転台から制御することが可能である。
本形式の電機品は路面電車車両である71-605形及びLM-68形の機器とおおむね共通設計で、制御方式は抵抗制御である。路面電車の電機品をベースとした関係上永久並列制御を採用しているが、これは直並列組合せ制御が一般的な電気機関車において異例のことである。
2009年時点では、一部の車両がプロレタルスク及びテケリで運用されている。

## 諸元
- 軸配置：Bo-Bo
- 電圧：550V
- 粘着重量：30t
- 定格出力：252kw
- 設計最高速度：45km/h

## ギャラリー

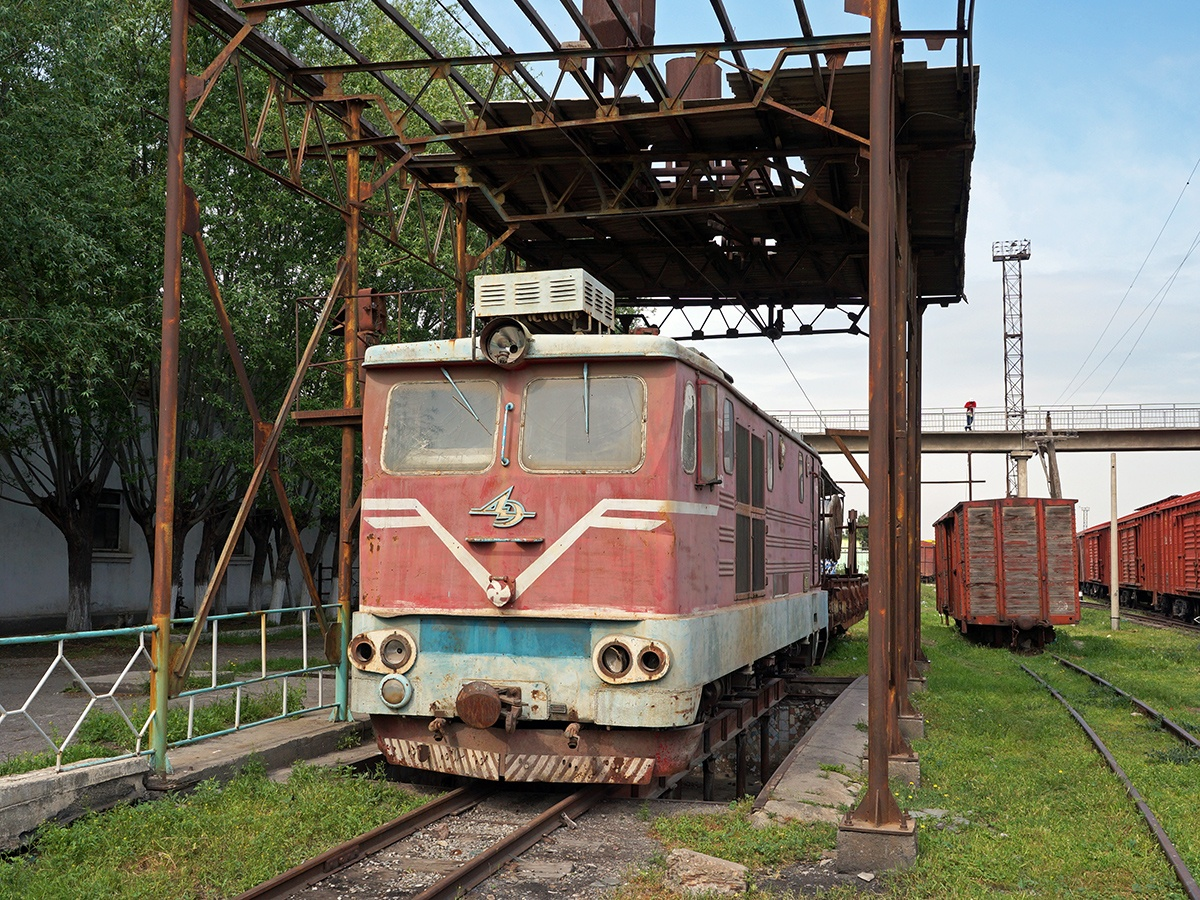
前頭部
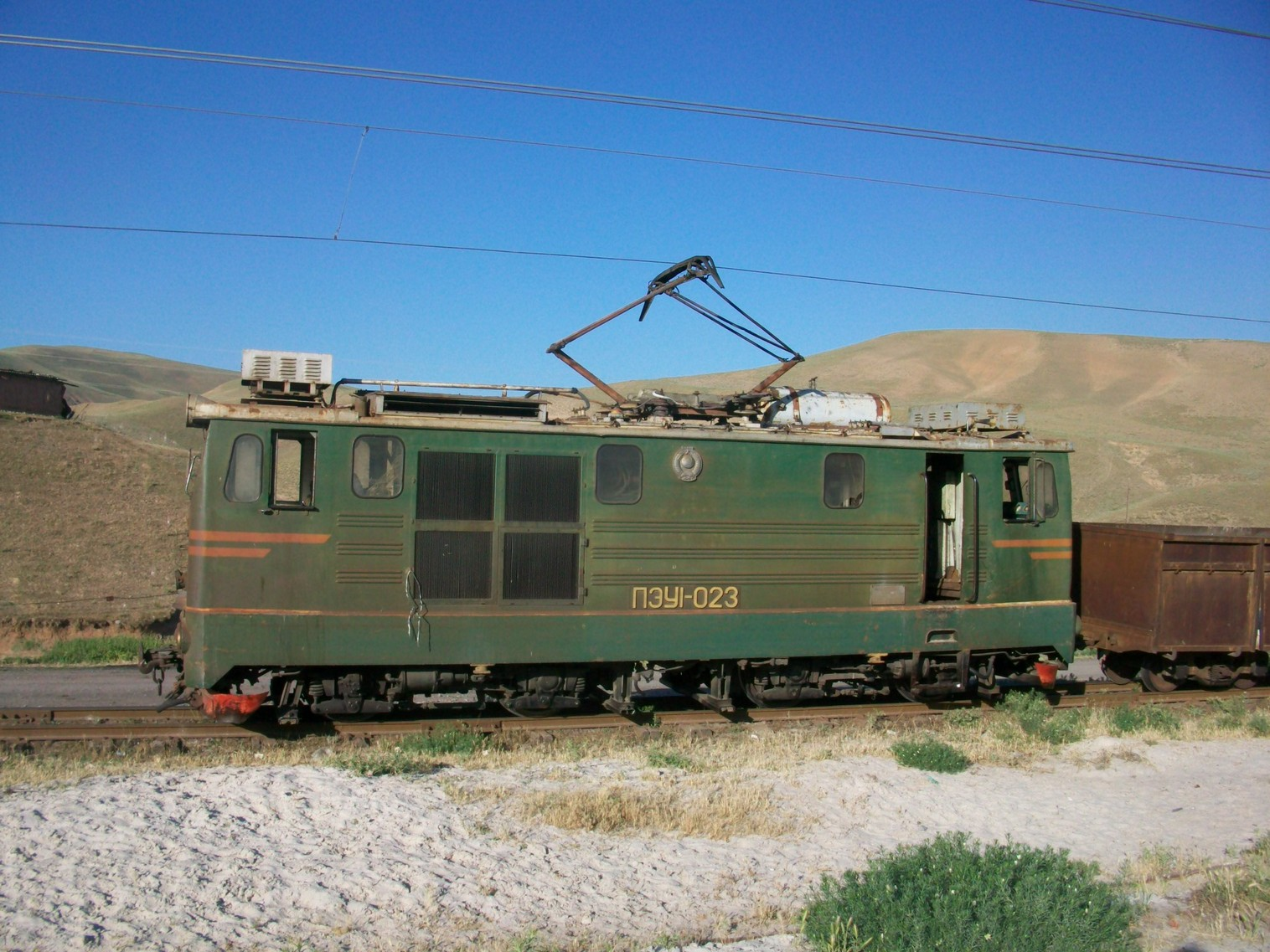
側面
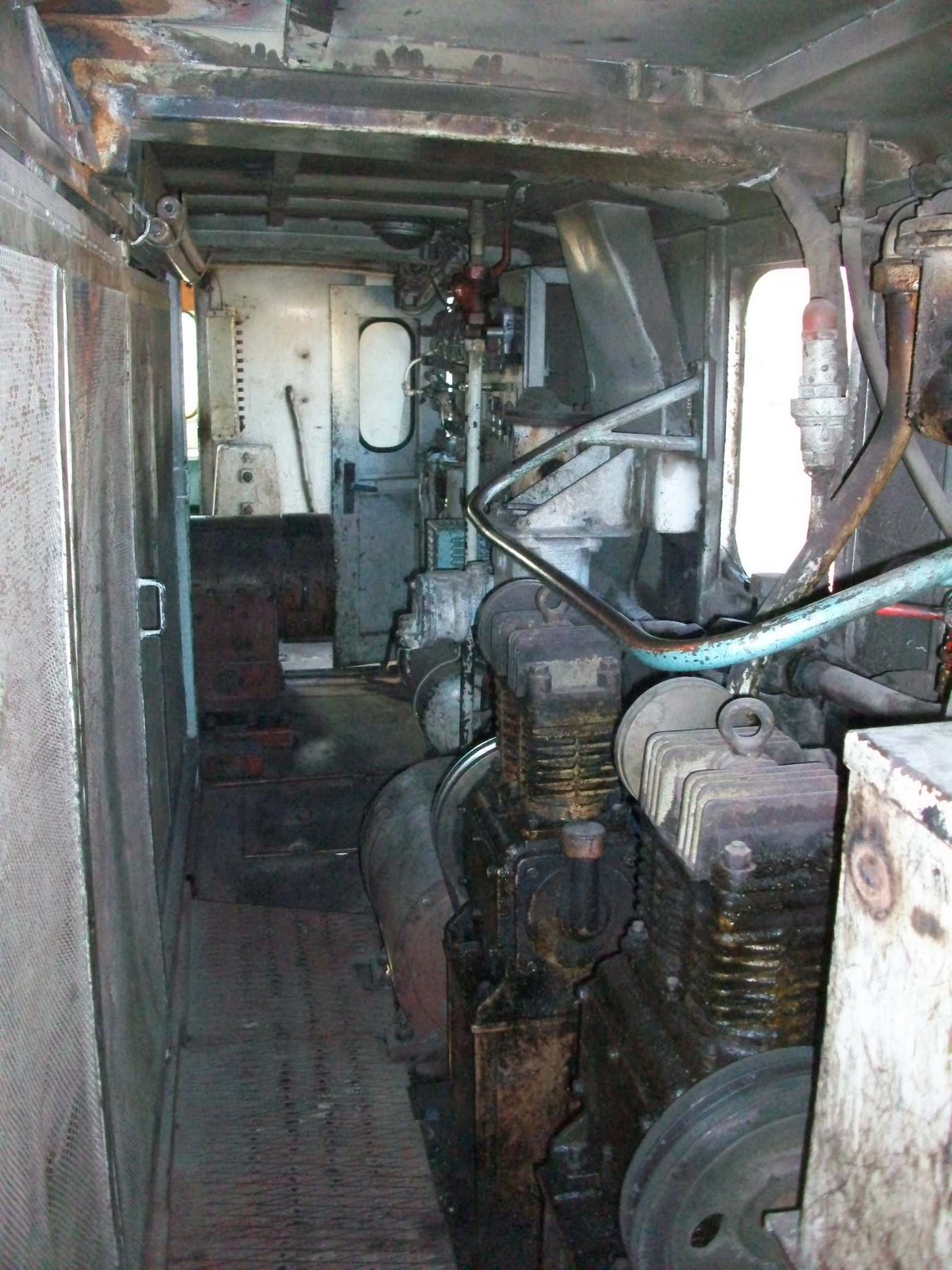
内部
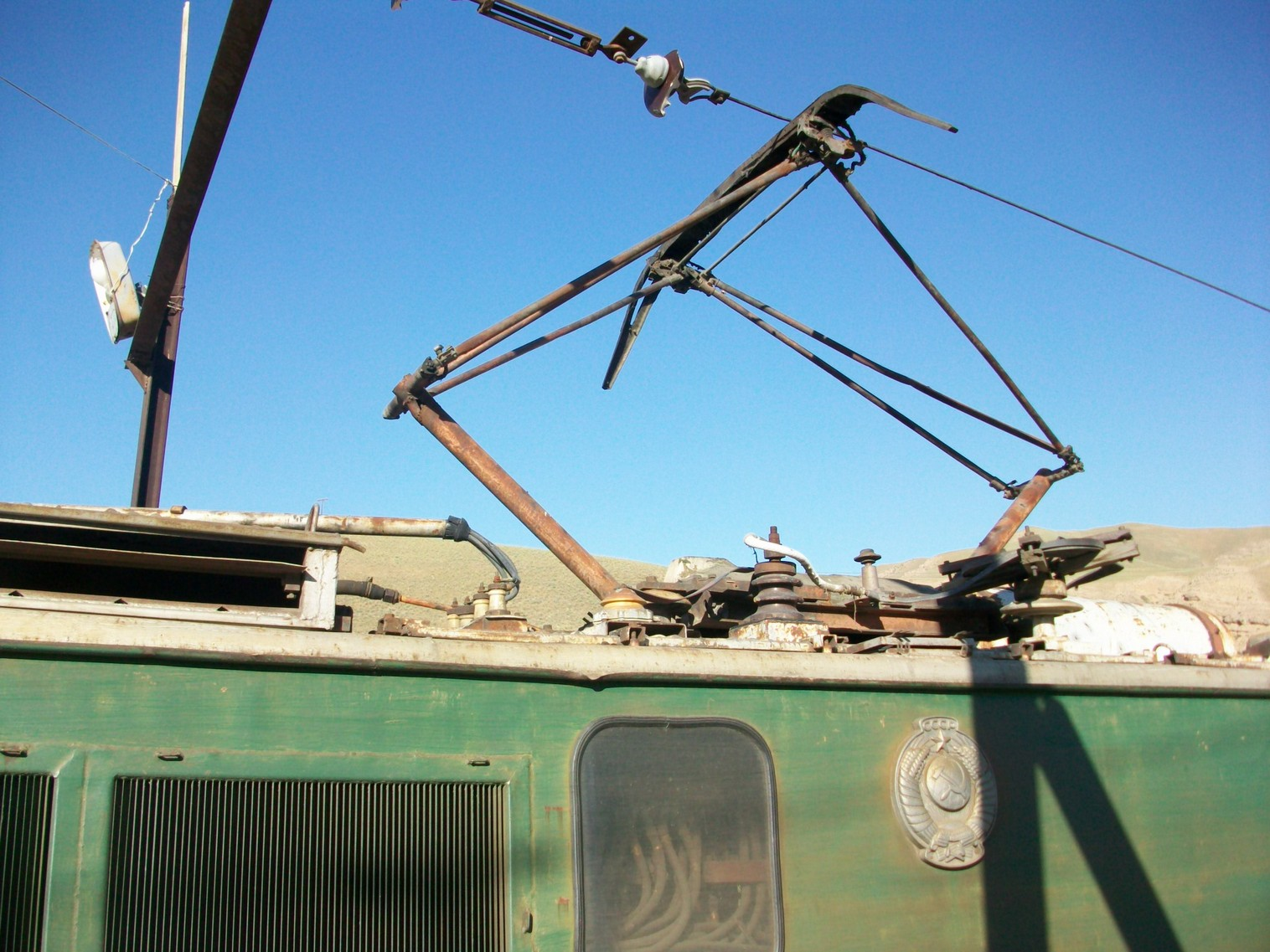
パンタグラフ